# Holocaust in Griekenland

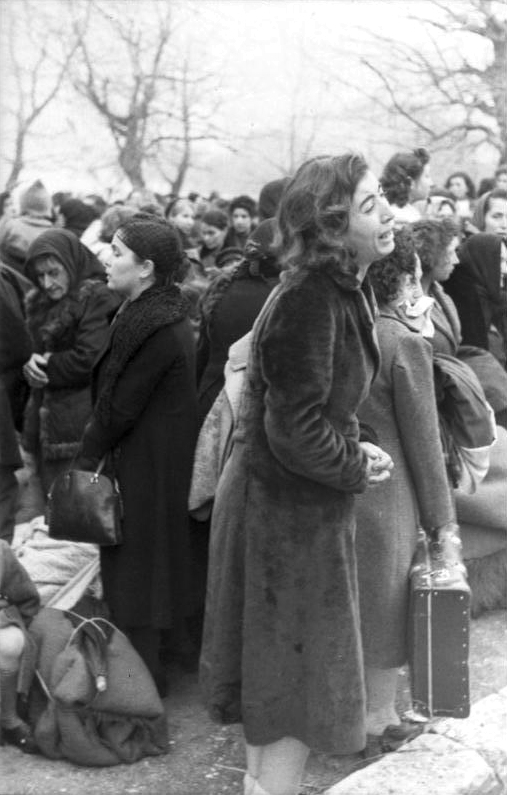
Een huilende vrouw tijdens de deportatie van Joden in Ioannina op 25 maart 1944.

De Holocaust in Griekenland (ook wel Shoah, Shoa of Sjoa genoemd) (Hebreeuws: השואה Ha-Shoah) was de uitvoering van de doelstelling van nazi-Duitsland om de Joden te deporteren en vervolgens systematisch te vermoorden.
Kort voor de Tweede Wereldoorlog woonden er meer dan zeventigduizend Joden in Griekenland, verspreid over zevenentwintig gemeenschappen. De meerderheid, ongeveer vijftigduizend, woonde in Thessaloniki. Aan het einde van de oorlog was tussen de 83 en 87 procent van alle Joden omgekomen. 
De Holocaust in Griekenland vertrok zich in een aantal fases. De eerste fase kenmerkte zich door de invoering van anti-Joodse maatregelen en gedwongen tewerkstelling van Joodse mannen. Vanaf maart 1943 werd in een aantal weken bijna de gehele Joodse bevolking van Thessaloniki, vijftigduizend zielen, gedeporteerd naar concentratiekampen in Polen. De Joodse bevolking in de Bulgaarse bezettingszone onderging hetzelfde lot. Na de Italiaanse overgave aan de geallieerden in september 1943 nam Duitsland de controle over in de bezettingszone. In maart 1943 vonden er tijdens Pesach massa-arrestaties plaats in Athene en andere steden op het Griekse vasteland. De gepakte Joden werden ook op transport gezet naar Auschwitz. In het half jaar daarna richtte de aandacht van de Duitsers zich op de Joodse gemeenschappen op de Griekse eilanden. Enkele duizenden Joden werden opgepakt en naar Polen gestuurd. De gehele Joodse gemeenschap van Kreta en Kos kwam om toen het schip waarop zij vervoerd werden door de geallieerden tot zinken werd gebracht.

## Achtergrond
De eerste Joden vestigden zich waarschijnlijk al in de zesde eeuw voor Christus in Griekenland. Zij stonden bekend als de Romanioten. Gedurende de Spaanse Inquisitie in de 15e en 16e eeuw vluchten veel Sefardische Joden vanuit Spanje en Portugal naar het Ottomaanse Rijk. Zowel numeriek als cultureel overvleugelden zij de Romaniootse gemeenschap.
Tijdens de Griekse onafhankelijkheidsoorlog rond 1820 waren veel Joden in Peloponnesos en Centraal-Griekenland doelwit van geweld. Nadat de Griekse onafhankelijkheid een feit was was telde Griekenland nauwelijks nog Joden. De grootste gemeenschap in Chalkis telde vijftig Joodse families. Nadat Griekenland omgevormd was naar een monarchie nam hun weer toe. Zowel Askenazische joden uit Centraal-Europa als Sefardische Joden uit het Ottomaanse rijk vestigden zich met name in de hoofdstad Athene. Op de verschillende eilanden zoals Corfu, Rodos en Kreta waren ook Joodse gemeenschappen die lang onder Venetiaans bewind hadden geleefd. Zij spraken vaak Italiaans.
Na de Eerste Balkanoorlog in 1912 werd Thessaloniki onderdeel van Griekenland, inclusief de Joodse gemeenschap van vijftigduizend bewoners. Na de Eerste Wereldoorlog nam de druk toe op Joden om te helleniseren. Dat in combinatie met de slechte economische omstandigheden leidde ertoe dat steeds meer Joden emigreerden. Welvarende Joden vertrokken vaak naar West-Europa, Latijns- of Noord-Amerika. Vanaf de jaren dertig ontstond er een stroom van armere Joden vanuit Thessaloniki naar Palestina. Tegelijkertijd was er sprake van assimilatie bij een groot deel van de Joodse gemeenschap.

## Tweede Wereldoorlog

### Duitse inval in Griekenland

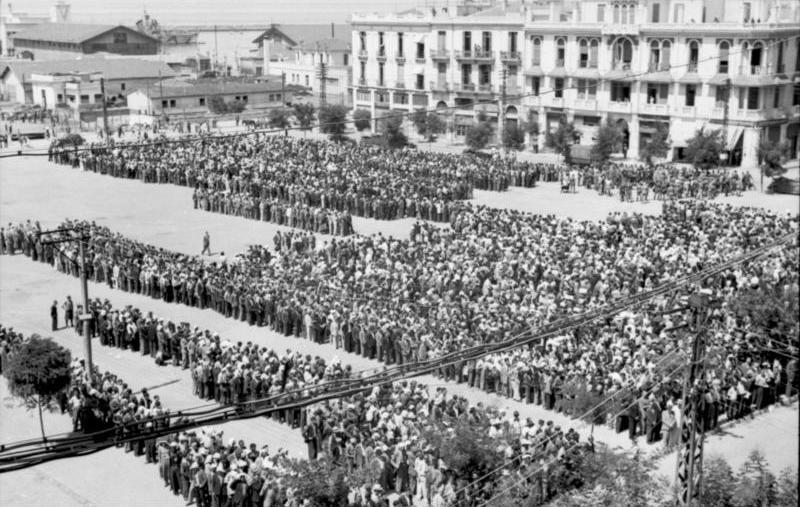
Negenduizend Joodse mannen worden bij elkaar gebracht in Thessaloniki op 11 juli 1942.

In de vroege ochtend van 28 oktober 1940 ontving de Griekse dictator Ioannis Metaxas een ultimatum van Italië. Als hij Italiaanse troepen geen toegang tot zijn grondgebied gaf, dan zou Italië de oorlog verklaren. Metaxas legde het ultimatum naast zich neer en Italië viel inderdaad binnen. De invasie verliep aanvankelijk moeizaam, maar met hulp van Duitse troepen werd in april 1941 het Griekse vasteland bezet en een maand later het eiland Kreta. De koninklijke familie week uit naar Cairo. In de gevechten sneuvelden meer dan zeshonderd Joden van Griekse afkomst, de meest bekende was kolonel Mordechai Frizis.
Griekenland zelf werd in drie zones opgedeeld. Bulgarije kreeg West-Thracië en oostelijke delen van de provincie Macedonië, terwijl Duitsland zeggenschap kreeg over strategisch belangrijke punten, waaronder de stad Thessaloniki, de haven van Piraeus en Kreta. Bulgarije ondernam onmiddellijk pogingen om de nieuw verworven gebieden de "Bulgarijniseren". Dit leidde tot een vluchtelingenstroom van meer dan honderdduizend Grieken. De Griekse vazalregering die de Duitsers hadden aangesteld werkte zoveel als mogelijk mee in de hoop dat de Duitsers niet meer gebieden zouden overdragen aan Bulgarije. In de Bulgaarse bezettingszone werden honderden Joden opgenomen in werkbataljons. De Duitsers schoten in hun eigen zone regelmatig gijzelaars dood als represaille voor acties van het verzet. Joden waren oververtegenwoordigd bij de slachtoffers van deze executies.

### Deportaties van Joden in Thessaloniki
Direct nadat de bezetting een feit was begon de Duitse politie met de arrestatie van subversieve elementen, waaronder veel Joden. Zo werden alle leden van de Joodse raad van Thessaloniki gearresteerd. De collaborerende premier Georgios Tsolakoglou begon antisemitische taal uit te slaan.
In het eerste jaar van de bezetting werd zowel de Joodse als niet-Joodse bevolking hard getroffen. Zo werd er veel honger geleden en was er sprake van hyperinflatie. Toch werden Griekse Joden bovengemiddeld hard getroffen omdat zij grotendeels in stedelijk gebied woonden en weinig contacten hadden met het platteland om aan extra voedsel te komen. De Duitsers zetten kranten er toe aan antisemitische artikelen te plaatsen en stonden de Nationale Eenheid van Griekenland weer toe, een politieke partij met een sterk antisemitisch karakter die eerder door Metaxas verboden was. 
In de tweede helft van 1941 werd steeds meer onroerend goed van Joden in Thessaloniki in beslag genomen. In juli 1942 werden negenduizend Joodse mannen samengebracht op het Eleftheriasplein in Thessaloniki voor registratie. Meer dan drieduizend werden opgenomen in het werkprogramma Organisation Todt. Zij werden hard aangepakt, als gevolg waarvan honderden Joden stierven. De Joodse gemeenschap betaalde in december 1942 twee miljoen drachmes om de mannen vrij te krijgen. Ook werd de Joodse begraafplaats van Thessaloniki overgedragen aan de gemeente. De begraafplaats werd snel geruimd om plaats te maken voor de uitbreiding van de Aristoteles-universiteit van Thessaloniki. Veel grafstenen werden gebruikt voor de constructie van huizen en andere gebouwen.
Aan het begin van 1943 arriveerde Rolf Günther in Thessaloniki om de deportaties te gaan leiden. Een maand later arriveerden Alois Brunner en Dieter Wislency. In diezelfde februarimaand werden de Joden verplicht om een ster te dragen. De Joden van Thessaloniki werden in een vervallen deel van de stad bij elkaar geplaatst. Binnen de Joodse wijk was een treinstation waarvandaan op 15 maart 1943 de eerste trein met bijna drieduizend passagiers vertrok naar Auschwitz. In enkele weken tijd waren vanuit Thessaloniki bijna negentig procent van de vijftigduizend Joden van de Griekse stad overgebracht naar Auschwitz. De meeste werden na aankomst direct vergast.

### Jodenvervolging in de Bulgaarse zone
De acties tegen Joden in de door Bulgarije bezette Griekse zone begon op 4 maart 1943 onder leiding van Theo Dannecker. Op die dag werd bijna de gehele Joodse gemeenschap, meer dan vierduizend mensen, gearresteerd door het Bulgaarse leger die hele buurten afsloot. De Joden werden overgebracht naar kampen in Gorna Džumaja en Dupnica. Na enkele weken gingen zij op transport naar Treblinka, waar binnen een maand meer dan zevenennegentig procent was overleden.

### Na de Italiaanse overgave

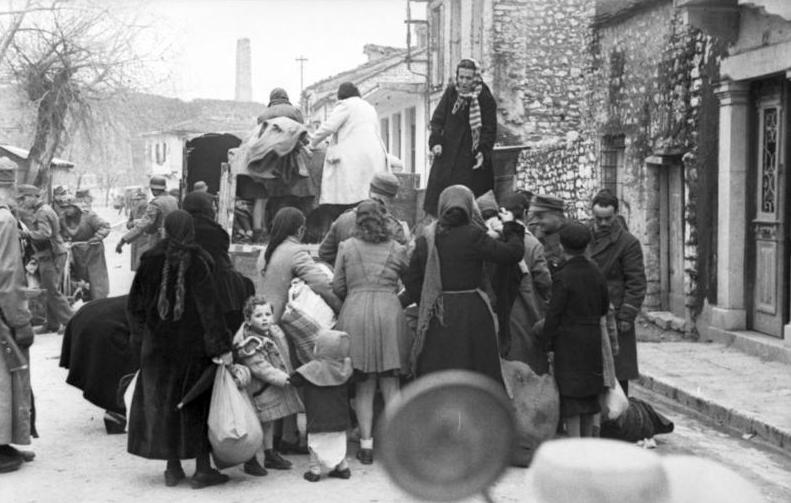
Deportatie van Joden in Ioannina. Foto is gemaakt door een Wehrmacht-soldaat.

Na de Italiaanse overgave aan de geallieerden in september 1943 bezette Duitsland de Italiaanse zone in Griekenland. Dat gebied telde op dat moment nog vijftien Joodse gemeenschappen, allen met minder dan tweeduizend leden. Jürgen Stroop werd benoemd tot hoogste SS- en politiebaas in Griekenland. Hij gaf de opperrabbijn van Athene Elias Barzilai opdracht een lijst op te stellen van alle Joden. Barzilai reageerde met de opmerking dat de Joodse administratie een jaar eerder vernietigd was door een Griekse fascistische groep. Stroop gaf hem desalniettemin opdracht een nieuwe lijst op te stellen. Barzilai werkte niet mee. Hij riep alle Joden op te vluchten. Hij maakte met het Grieks Nationaal Bevrijdingsfront de afspraak dat zij zouden zorgen voor schuilplaatsen in ruil voor geld. 
Stroop stelde vervolgens op 4 oktober een avondklok in en gaf de opdracht dat alle Joden zich moesten registeren bij de synagoge. Ondanks de dreiging met de doodstraf registreerden slechts tweehonderd Joden zich. Velen volgden het voorbeeld van Barzilai en vluchtten. Met te weinig soldaten en een gebrek aan medewerking van de regering van Ionnasis Rallis besloten de nazi's de deportaties uit te stellen. Intussen werden door de Griekse regering wel wetten aangenomen waardoor Joods eigendom geconfisqueerd werd. 
Welgestelde Joden uit de hogere- en middenklasse slaagden er vaak wel in een schuilplaats te vinden. Voor Joden uit de economische onderlaag was het vaak lastiger om langdurig onder te duiken door gebrek aan financiële middelen. Vaak vielen zij daardoor alsnog in handen van de nazi's. In andere gevallen zagen Joden niet voldoende het gevaar van deportatie in, hadden een afkeer van het Griekse verzet of wilden familieleden niet in de steek laten.
Adolf Eichmann verving in januari 1944 Wisliceny voor Anton Burger die de opdracht kreeg de deportaties zo snel als mogelijk tot een succes te maken. Tijdens Pesach op 23 maart 1944 vond er een grote gecoördineerde actie plaats. Bij de synagoge in Athene werd ongedesemd brood uitgedeeld. De driehonderd Joden die daarop afkwamen werden alle aangehouden. Aan de hand van registratielijsten werden door de hele hoofdstad tweeduizend Joden aangehouden. De Griekse politie hielp daarbij, hoewel zij doorgaans weigerde kinderen en Joden die niet op de registratielijsten stonden te arresteren. Alle arrestanten werden overgebracht naar het concentratiekamp Chaïdari. Een dag later werden alle nog aanwezige leden van de laatste Joodse gemeenschappen op het vasteland, waaronder Patras, Chalcis, Ioannina, Arta, Larissa, Preveza, Volos en Kastoria, gearresteerd. In totaal werden bijna vijfduizend Joden opgepakt. Op 2 april vertrok er een trein met alle arrestanten naar Auschwitz.

### Vernietiging van de Joodse gemeenschappen op de Griekse eilanden
Na de Paasrazzia richtten de nazi's hun aandacht op de Joodse gemeenschappen op de eilanden. De gehele Joodse gemeenschap op Kreta, ongeveer driehonderd mensen uit Chania en 26 uit Heraklion, werden opgepakt. De Joden van Kreta verlieten op 7 juni vanuit de haven van Soudabaai. Onderweg naar het vasteland werd het schip door de geallieerden tot zinken gebracht. Het grootste deel van de opvarenden vonden daarbij de dood. 
Het Italiaanse garnizoen op Corfu weigerde zich over te geven. De Duitsers reageerden door het Joodse kwartier op het eiland te bombarderen. De Joden op het eiland negeerden waarschuwingen van Italiaanse soldaten om zich te verbergen in de bergen. Zij werden op 8 juni bij elkaar gebracht door de Duitsers en via Chaïdari op 21 juni gedeporteerd naar Polen.
De eilandengroep Dodekanesos viel voor de oorlog onder Italië. Groot-Brittannië bezette het eiland Kos in 1943 gedurende een korte periode en evacueerde duizenden Griekse christenen, maar liet de Joodse inwoners achter. Op 23 juli 1944 werden meer dan zestienhonderd Joden op Rodos opgepakt. Onderweg werden er op Kos nog eens 94 Joden opgepikt. Zij werden op 3 augustus gedeporteerd naar Auschwitz. Slechts tien procent van de gedeporteerden overleefde de oorlog.

## Nasleep

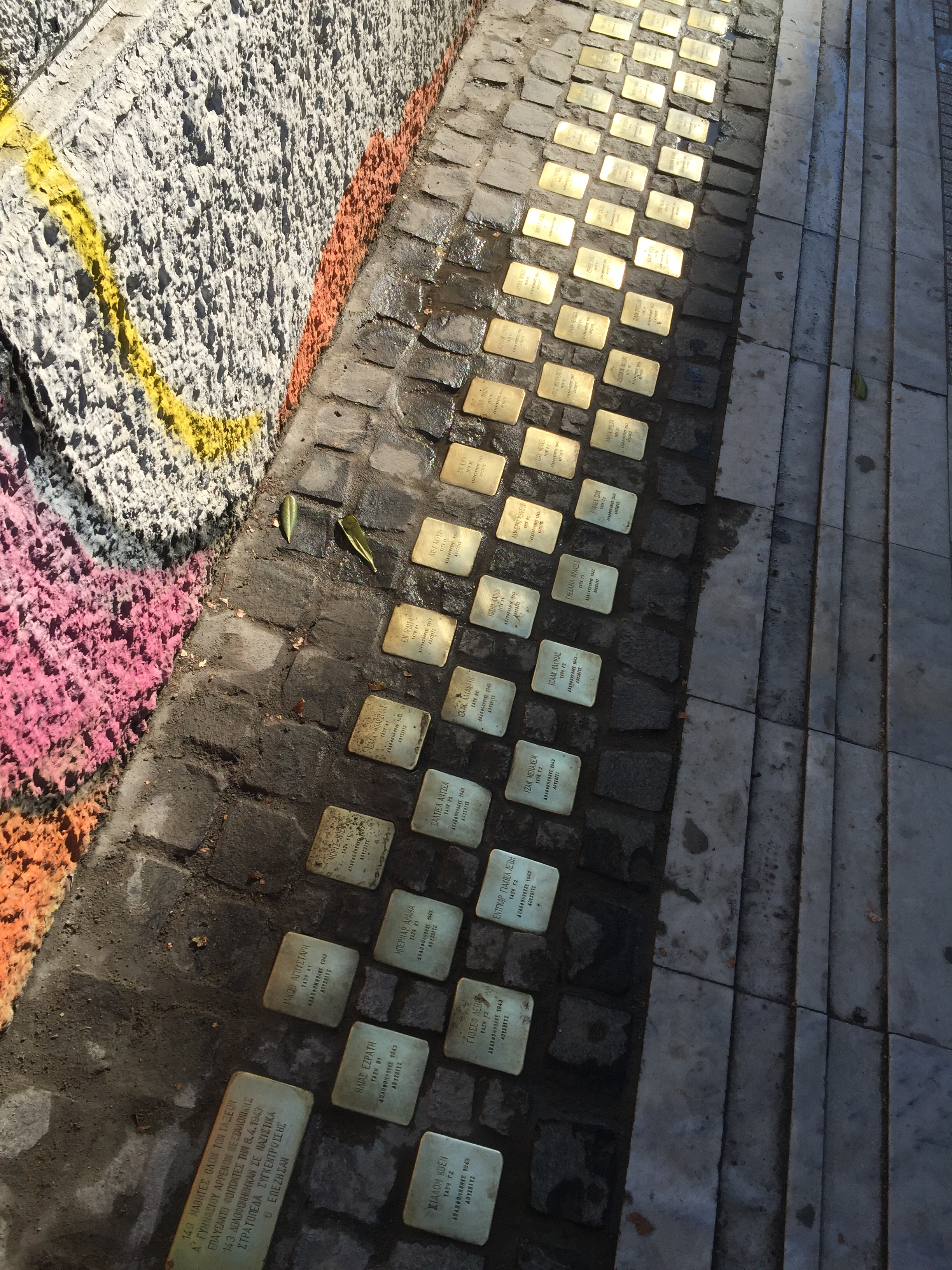
Stolpersteine in Thessaloniki.

De Joden van Kos en Rhodos waren de laatste groepen die werden gedeporteerd. Twee maanden later trokken de Duitsers zich terug uit Griekenland. In totaal overleefden ongeveer tienduizend Griekse Joden de Holocaust. Tussen de 83 en 87 procent van de Joodse bevolking liet het leven. Daarmee was dat een van de hoogste percentages in heel Europa. 
In het Griekenland van na de oorlog nam het antisemitisme een vlucht. Daardoor kwam er van de vervolging van de daders weinig terecht. Ongeveer de helft van de Joden die terugkeerden uit de concentratiekampen bleven slechts korte tijd in Griekenland. De Griekse regering in ballingschap stelde in november 1944 een wet op waarmee een begin werd gemaakt met de teruggave van Joodse bezettingen aan de oorspronkelijke eigenaren of verwanten. Door gebrek aan medewerking van de lokale autoriteiten was de wet weinig effectief. In Thessaloniki werd bijvoorbeeld slechts vijftien procent van al het Joodse bezit teruggegeven. Veel Joden emigreerden, verloren daardoor hun Grieks staatsburgerschap en daarmee hun eigendomsclaim. 
De Griekse burgeroorlog die in 1946 uitbrak maakte het niet aantrekkelijker om te blijven. Tegen het einde van de jaren vijftig was de Joodse bevolking ten opzichte van het einde van de oorlog nog eens gehalveerd. Sindsdien is de omvang van de Joodse gemeenschap relatief stabiel. Rond 2020 woonden er ongeveer vijfduizend Joden in Griekenland, zo'n drieduizend in de hoofdstad Athene en ongeveer duizend in Thessaloniki. Sinds het begin van de 21e eeuw is er meer aandacht voor de Holocaust. Sinds 2005 maakt het onderdeel uit van het nationaal onderwijscurriculum en in 2010 kreeg Athene als laatste Europese hoofdstad een eigen Holocaustmonument. In 2017 werd er een wet aangenomen waardoor personen, inclusief nakomelingen, die door de Holocaust hun Griekse staatsburgerschap verloren dat opnieuw kunnen aanvragen.